# Łyżwiarstwo figurowe na Zimowych Igrzyskach Olimpijskich 2022 – kwalifikacje

## Zasady kwalifikacji
Liczba miejsc do obsadzenia na igrzyskach jest ustalona przez Międzynarodowy Komitet Olimpijski. W zawodach weźmie udział maksymalnie 144 zawodników, z czego nie więcej niż 18 z Narodowego Komitetu Olimpijskiego (9 mężczyzn i 9 kobiet). Po 30 w konkurencji solistów i solistek, 19 par w konkurencji sportowej i 23 pary w konkurencji tanecznej. Dodatkowo 10 zespołów zostanie zakwalifikowanych do zawodów drużynowych. Istnieje również dodatkowa pula, która pozwala na podwyższenie maksymalnej liczby zawodników biorących udział w zawodach do 149. Pierwszeństwo w przydziale dodatkowych miejsc ma gospodarz (Chiny). Tym samym po spełnieniu dodatkowych warunków, mogą wystawić zawodników w każdej konkurencji z pominięciem zawodów drużynowych. Pozostała pula wykorzystywana jest do zakwalifikowania do zawodów drużynowych tych Narodowych Komitetów, które w jednej z konkurencji nie uzyskały wymaganej kwalifikacji.

### Kwalifikacja łyżwiarzy
Nie ma indywidualnych kwalifikacji sportowców na igrzyska olimpijskie. Decyzję o imiennym przydziale miejsc kraje podejmują indywidualnie, jednakże jednym z warunków, jaki muszą spełnić wskazani zawodnicy jest osiągnięcie do 24 stycznia 2022 roku minimalnej oceny technicznej.

### Kwalifikacja państw
Do zimowych igrzysk olimpijskich można było zakwalifikować się podczas dwóch imprez. Pierwszą możliwością kwalifikacji były mistrzostwa świata 2021, podczas których państwa mogły uzyskać maksymalnie 3 kwalifikacje z każdej konkurencji.
Sposób przeliczania na miejsca:
| Liczba zawodników/zespołów uczestniczących w mistrzostwach | Aby otrzymać 3 miejsca na igrzyskach                 | Aby otrzymać 2 miejsca na igrzyskach                 | Aby otrzymać 1 miejsce na igrzyskach |
| ---------------------------------------------------------- | ---------------------------------------------------- | ---------------------------------------------------- | --- |
| 1                                                          | Miejsce w czołowej 2                                 | Miejsce w czołowej 10                                | Kolejny najlepszy zawodnik/para z państwa, które do tej pory się nie zakwalifikowało. Ograniczone do momentu wykorzystania puli przeznaczonej na mistrzostwa świata. |
| 2                                                          | Suma zajętych miejsc jest równa bądź mniejsza niż 13 | Suma zajętych miejsc jest równa bądź mniejsza niż 28 | Kolejny najlepszy zawodnik/para z państwa, które do tej pory się nie zakwalifikowało. Ograniczone do momentu wykorzystania puli przeznaczonej na mistrzostwa świata. |
| 3                                                          | Dwa najlepsze miejsca są równe bądź mniejsza niż 13  | Dwa najlepsze miejsca są równe bądź mniejsza niż 28  | Kolejny najlepszy zawodnik/para z państwa, które do tej pory się nie zakwalifikowało. Ograniczone do momentu wykorzystania puli przeznaczonej na mistrzostwa świata. |

W przypadku, gdy podczas mistrzostw świata państwo uzyska punkty gwarantujące dwie lub trzy kwalifikacje olimpijskie, ale w programie dowolnym/tańcu dowolnym nie jest reprezentowane przez odpowiednio dwóch lub trzech zawodników/pary jest zobowiązane do wystawienia zawodnika/pary niebędącego jednym z biorących udział w mistrzostwach świata do ponownego zdobycia kwalifikacji na drugich zawodach kwalifikacyjnych do igrzysk olimpijskich (zasada 400.A.4.b).
Mistrzostwa świata obsadziły 23 miejsca w konkurencjach solistów, 24 w konkurencji solistek, 16 w parach sportowych i 19 w parach tanecznych.
Pozostałe miejsca zostały obsadzone w turnieju Nebelhorn Trophy 2021. Państwa, które miały już zakwalifikowanych zawodników/pary nie były brane pod uwagę przy obsadzaniu pozostałych miejsc. W turnieju Nebelhorn Trophy każdy kraj mógł uzyskać tylko jedno miejsce w każdej konkurencji. Maksymalna liczba zakwalifikowanych zawodników/par wynosiła 7 w konkurencji solistów i 6 w konkurencji solistek, 3 par w konkurencji sportowej i 4 pary w konkurencji tanecznej.
W zawodach drużynowych kwalifikacja odbędzie się poprzez zestawienie wyników uzyskanych podczas mistrzostw świata 2021 i cyklu Grand Prix 2021/22. Ze specjalnie stworzonej klasyfikacji zostałnie wyłonionych 10 najlepszych państw.

## Tabela kwalifikacji według kraju
| Reprezentacja            | Soliści | Solistki | Pary sportowe | Pary taneczne | Dodatkowa pula | Zawody drużynowe | Zawodnicy |
| ------------------------ | ------- | -------- | ------------- | ------------- | -------------- | ---------------- | --------- |
| Armenia                  |         |          |               | 1             |                |                  | 2         |
| Australia                | 1       | 1        |               |               |                |                  | 2         |
| Austria                  |         | 1        | 1             |               |                |                  | 3         |
| Azerbejdżan              | 1       | 1        |               |               |                |                  | 2         |
| Białoruś                 | 1       | 1        |               |               |                |                  | 2         |
| Belgia                   |         | 1        |               |               |                |                  | 1         |
| Bułgaria                 |         | 1        |               |               |                |                  | 1         |
| Kanada                   | 2       | 1        | 2             | 3             |                | Q                | 13        |
| Chińska Republika Ludowa | 1       | 1        | 2             | 1             |                | Q                | 8         |
| Czechy                   | 1       | 1        | 1             | 1             |                | Q                | 6         |
| Estonia                  | 1       | 1        |               |               |                |                  | 2         |
| Finlandia                |         | 1        |               | 1             |                |                  | 3         |
| Francja                  | 2       |          |               | 1             |                |                  | 4         |
| Gruzja                   | 1       | 1        | 1             | 1             |                | Q                | 6         |
| Niemcy                   |         | 1        | 1             | 1             | 1              | Q                | 6         |
| Wielka Brytania          |         | 1        |               | 1             |                |                  | 3         |
| Węgry                    |         |          | 1             |               |                |                  | 2         |
| Izrael                   | 1       |          | 1             |               |                |                  | 3         |
| Włochy                   | 2       |          | 2             | 1             | 1              | Q                | 9         |
| Japonia                  | 3       | 3        | 1             | 1             |                | Q                | 10        |
| Łotwa                    | 1       |          |               |               |                |                  | 1         |
| Litwa                    |         |          |               | 1             |                |                  | 2         |
| Meksyk                   | 1       |          |               |               |                |                  | 1         |
| Holandia                 |         | 1        |               |               |                |                  | 1         |
| Polska                   |         | 1        |               | 1             |                |                  | 3         |
| Rosja                    | 3       | 3        | 3             | 3             |                | Q                | 18        |
| Korea Południowa         | 2       | 2        |               |               |                |                  | 4         |
| Hiszpania                |         |          | 1             | 1             |                |                  | 4         |
| Szwecja                  | 1       | 1        |               |               |                |                  | 2         |
| Szwajcaria               | 1       | 1        |               |               |                |                  | 2         |
| Ukraina                  | 1       | 1        |               | 1             | 1              | Q                | 6         |
| Stany Zjednoczone        | 3       | 3        | 2             | 3             |                | Q                | 16        |
| SUMA: 32                 | 30      | 30       | 19            | 23            | 3              |                  | 148       |

1. ↑  Odnosi się do dodatkowej kwalifikacji przyznanej krajom z kwalifikacjami w trzech konkurencjach, tak aby dane państwo mogło wziąć udział w zawodach drużynowych. Zawodnicy z dodatkowej puli rywalizują tylko w zawodach drużynowych i nie mogą brać udziału w zawodach indywidualnych. Reprezentacja Niemiec może wystawić jednego solistę, Włoch jedną solistkę, a Ukrainy jedną parę sportową.

## Podsumowanie kwalifikacji

### Soliści
| Zawody                  | Miejsce    | Zawodnicy z NKO | Zakwalifikowani | Razem |
| ----------------------- | ---------- | --------------- | --- | ----- |
| Mistrzostwa świata 2021 | Sztokholm  | 3               | Japonia | 23    |
| Mistrzostwa świata 2021 | Sztokholm  | 2               | Stany Zjednoczone Rosja Włochy | 23    |
| Mistrzostwa świata 2021 | Sztokholm  | 1               | Kanada Francja Korea Południowa Chińska Republika Ludowa Gruzja Szwajcaria Estonia Białoruś Łotwa Czechy Meksyk Ukraina Szwecja Izrael | 23    |
| Nebelhorn Trophy 2021   | Oberstdorf | 1               | Stany Zjednoczone Francja Rosja Korea Południowa Azerbejdżan Australia Kanada                                                          | 7     |
| RAZEM                   |            |                 | 20 | 30    |

1. 1 2 3 4 5  Zgodnie z zasadą 400.A.4.b kraj ma prawo zakwalifikować dodatkowe miejsce podczas zawodów Nebelhorn Trophy 2021

### Solistki
| Zawody                  | Miejsce    | Zawodnicy z NKO | Zakwalifikowani | Razem |
| ----------------------- | ---------- | --------------- | --- | ----- |
| Mistrzostwa świata 2021 | Sztokholm  | 3               | Rosja Japonia | 24    |
| Mistrzostwa świata 2021 | Sztokholm  | 2               | Stany Zjednoczone Korea Południowa | 24    |
| Mistrzostwa świata 2021 | Sztokholm  | 1               | Belgia Austria Azerbejdżan Kanada Estonia Szwecja Holandia Bułgaria Niemcy Gruzja Chińska Republika Ludowa Czechy Wielka Brytania Finlandia | 24    |
| Nebelhorn Trophy 2021   | Oberstdorf | 1               | Stany Zjednoczone Polska Białoruś Szwajcaria Ukraina Australia                                                                              | 6     |
| RAZEM                   |            |                 | 23 | 30    |

1. 1 2 3  Zgodnie z zasadą 400.A.4.b kraj ma prawo zakwalifikować dodatkowe miejsce podczas zawodów Nebelhorn Trophy 2021

### Pary sportowe
| Zawody                  | Miejsce    | Zawodnicy z NKO | Zakwalifikowani                     | Razem |
| ----------------------- | ---------- | --------------- | ----------------------------------- | ----- |
| Mistrzostwa świata 2021 | Sztokholm  | 3               | Rosja                               | 16    |
| Mistrzostwa świata 2021 | Sztokholm  | 2               | Chińska Republika Ludowa Włochy     | 16    |
| Mistrzostwa świata 2021 | Sztokholm  | 1               | Japonia Austria Niemcy Węgry Czechy | 16    |
| Nebelhorn Trophy 2021   | Oberstdorf | 1               | Hiszpania Gruzja Izrael             | 3     |
| RAZEM                   |            |                 | 11                                  | 19    |

1. 1 2  Zgodnie z zasadą 400.A.4.b kraj ma prawo zakwalifikować dodatkowe miejsce podczas zawodów Nebelhorn Trophy 2021

### Pary taneczne
| Zawody                  | Miejsce    | Zawodnicy z NKO | Zakwalifikowani                                                                                       | Razem |
| ----------------------- | ---------- | --------------- | --- | ----- |
| Mistrzostwa świata 2021 | Sztokholm  | 3               | Rosja Stany Zjednoczone Kanada                                                                        | 19    |
| Mistrzostwa świata 2021 | Sztokholm  | 1               | Włochy Wielka Brytania Hiszpania Polska Chińska Republika Ludowa Litwa Francja Niemcy Japonia Ukraina | 19    |
| Nebelhorn Trophy 2021   | Oberstdorf | 1               | Finlandia Gruzja Armenia Czechy                                                                       | 4     |
| RAZEM                   |            |                 | 17 | 23    |

1. 1 2  Zgodnie z zasadą 400.A.4.b kraj ma prawo zakwalifikować dodatkowe miejsce podczas zawodów Nebelhorn Trophy 2021

### Zawody drużynowe
|  | Zakwalifikowani do igrzysk |  | Drużyny rezerwowe |  | Niezakwalifikowani do igrzysk |

| Miejsce | Reprezentacja            | 2020–21 | 2021–22 | Razem |
| ------- | ------------------------ | ------- | ------- | ----- |
| 1       | Rosja                    | 4387    | 1560    | 5947  |
| 2       | Stany Zjednoczone        | 3793    | 1416    | 5209  |
| 3       | Kanada                   | 2729    | 1220    | 3949  |
| 4       | Japonia                  | 2434    | 1396    | 3830  |
| 5       | Chińska Republika Ludowa | 1904    | 905     | 2809  |
| 6       | Włochy                   | 1701    | 1073    | 2774  |
| 7       | Francja                  | 926     | 952     | 1878  |
| 8       | Korea Południowa         | 930     | 851     | 1781  |
| 9       | Niemcy                   | 739     | 741     | 1480  |
| 10      | Wielka Brytania          | 756     | 718     | 1474  |
| 11      | Gruzja                   | 714     | 758     | 1472  |
| 12      | Austria                  | 992     | 191     | 1183  |
| 13      | Estonia                  | 552     | 610     | 1162  |
| 14      | Czechy                   | 586     | 551     | 1137  |
| 15      | Belgia                   | 787     | 324     | 1111  |
| 16      | Białoruś                 | 422     | 474     | 896   |
| 17      | Ukraina                  | 308     | 585     | 893   |
| 18      | Polska                   | 377     | 457     | 834   |
| 19      | Hiszpania                | 418     | 324     | 742   |
| 20      | Szwajcaria               | 275     | 410     | 685   |